# John Hasbrouck van Vleck
John Hasbrouck van Vleck (n. 13 martie 1899, Middletown⁠(d), Connecticut, SUA – d. 27 octombrie 1980, Cambridge, Massachusetts, SUA) a fost un fizician american, laureat al Premiului Nobel pentru Fizică în 1977, împreună cu Philip Anderson și Nevill Francis Mott.